# أوزاي (تمضيت)
أوزاي هي إحدى مشيخات المملكة المغربية، تتبع جغرافيا لإقليم تاونات وإداريًا لتمضيت. يقدر عدد سكانها بـ 3545 نسمة حسب الإحصاء الرسمي للسكان والسكنى لسنة 2004.